# 多马坦莱瓦卢瓦
多马坦莱瓦卢瓦（法語：Dommartin-lès-Vallois，法語發音：[dɔmaʁtɛ̃ lɛ valwa] ⓘ，意为“瓦卢瓦附近的多马坦”）是法国大東部大區孚日省的一个市镇，属于埃皮纳勒区。

## 地理
多马坦莱瓦卢瓦（48°9'20"N, 6°5'11"E）面积4.93 平方千米，位于法国大東部大區孚日省，该省份为法国东北部内陆省份，北起默兹省和默尔特-摩泽尔省，西接上马恩省，南至上索恩省和贝尔福地区省，东临上莱茵省和下莱茵省。
与多马坦莱瓦卢瓦接壤的市镇（或旧市镇、城区）包括：桑瓦卢瓦、瑟农日、瓦尔弗鲁瓦库尔、栋巴勒德旺达尔内、埃莱。

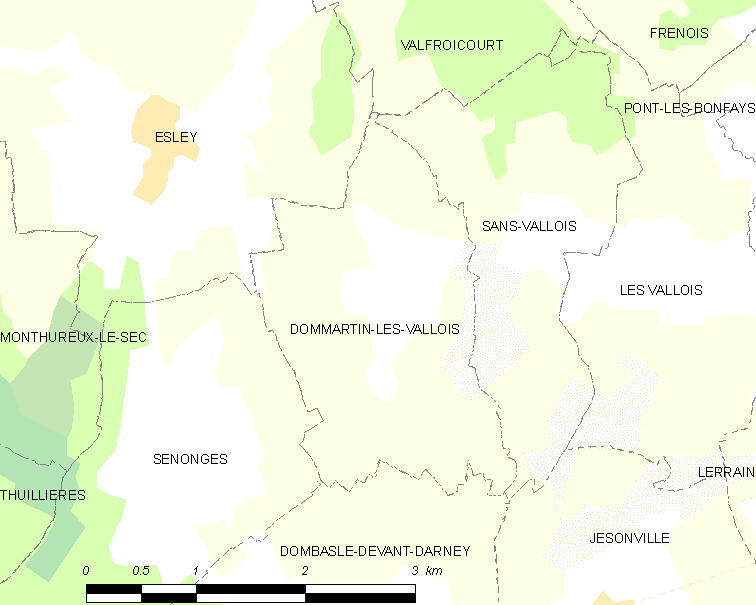
多马坦莱瓦卢瓦的OSM定位图

多马坦莱瓦卢瓦的时区为UTC+01:00、UTC+02:00（夏令时）。

## 行政
多马坦莱瓦卢瓦的邮政编码为88260，INSEE市镇编码为88149。

## 政治
多马坦莱瓦卢瓦所属的省级选区为达尔内县。

## 人口

1962-2008年间多马坦莱瓦卢瓦人口变化图示

多马坦莱瓦卢瓦于2022年1月1日时的人口数量为52人。